# T. Nagi Reddy
T. Nagi Reddy (fullständigt namn Tarimela Nagi Reddy), född 11 februari 1917, död 28 juli 1978, var en kommunistisk politiker från den indiska delstaten Andhra Pradesh. Reddy valdes till Madras delstatsförsamling från Anantapur 1951 som kandidat för Communist Party of India. 1957 valdes till det nationella parlamentet, Lok Sabha från Anantapurs valkrets. 1962 valdes han till Andhra Pradesh delstatsförsamling som CPI-kandidat från Putloor och 1967 vann han som Communist Party of India (Marxist):s kandidat från Anantapur. 
1968-1969 bröt T. Nagi Reddy med CPI(M) och bildade Andhra Pradesh Coordination Committee of Communist Revolutionaries. Reddy lyckades ta med sig en stor andel av CPI(M):s anhängare och aktivister till APCCCR. Under en kort tid tillhörde APCCCR All India Coordination Committee of Communist Revolutionaries. Reddy var dock mycket kritisk till Charu Majumdars extrema vänsterlinje, och var istället för en masslinje. 1975 bildades Unity Centre of Communist Revolutionaries of India (Marxist-Leninist) som en sammanslagning av APCCCR och tre andra grupper. T. Nagi Reddy ledde UCCRI(ML) fram till sin död 1976. Idag är Reddy en viktig inspirationskälla för flera grupper inom den revolutionära vänstern, till exempel Sanyals CPI(ML).